# La Terreur (massacre de Karlovo)
La Terreur ( bulgare : Страшното ) est le nom donné au règne de terreur subit par la population bulgare de la ville de Karlovo de la part des autorités ottomanes du 22 juillet 1877 au 28 décembre 1877, pendant la guerre russo-turque (1877-1878),.
Cette terreur fait référence au massacre de 288 civils bulgares par l'armée ottomane régulière accompagnée de bachi-bouzouks circassiens du 30 juillet au 3 août 1877, ainsi qu'à la capture et à l'emprisonnement de plus de 500 notables de la ville dans les mois suivants, dont beaucoup furent pendus ou exilés en Asie Mineure.                         Finalement, le nombre de victimes de ces évènements est compris entre 400 et 800.

## Événements

### Conduite de l'armée russe
À deux reprises, les 23 et 29 juillet 1877, des unités de reconnaissance avancées russes « libérèrent » la ville mais se retirèrent ensuite immédiatement, ce qui conduit à l'envoi par les autorités ottomanes de troupes régulières d'environ 10 000 soldats et de 2 000 bachi-bouzouks (soldats irréguliers) depuis Plovdiv. L'historien bulgare Plamen Mitev a vivement critiqué ce comportement démonstratif de l'armée russe, qu'il tient en partie responsable de la vague de violence ottomane contre la population civile bulgare chrétienne dans un certain nombre de villes et villages bulgares du sud des Balkans au cours de l'été 1877, notamment Karlovo, Sopot, Kalofer et Stara Zagora, en attirant l'attention des autorités ottomanes, ce qui aurait selon lui pu être évité.

### Massacre

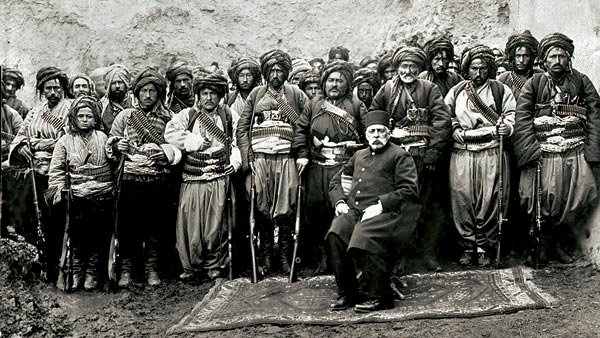
Bachi-bouzouks ottomans, 1877-1878

Le 30 juillet, des soldats réguliers de l'armée ottomane entrèrent dans la ville et commencèrent à piller les quartiers bulgares, mais, voyant qu'il n'y avait pas de forces russes, ils finirent par se retirer. Le 3 août, leur place fut prise par les bachi-bouzouks circassiens, qui en plus des pillages massacrèrent un certain nombre de civils. Le nombre de victimes confirmées s'élève à 288 personnes. 

### Terreur policière et judiciaire
Au cours du mois d'août 1877, les autorités ottomanes organisèrent plusieurs rafles d'éminents citoyens bulgares de Karlovo. Au total, 108 personnes ont été arrêtées le 2 août, suivies par 104 personnes le 15 août, 156 personnes le 19 août et 150 le 25 août.  Tous ont été envoyés en prison à Plovdiv, où ils ont été jugés sur la base d'accusations fabriquées de toutes pièces pour collusion avec les forces russes.
Finalement, 110 d'entre eux furent déclarés coupables et pendus, tandis que 31 furent condamnés à l'exil en Asie Mineure ( notamment à Adana), où 11 d'entre eux moururent finalement.  Les autres sont présumés avoir été libérés. Cependant, un certain nombre d'autres sources parlent des « 864 veuves de Karlovo », en relation avec leur lettre de protestation au Comité de Préparation du Statut de Roumélie Orientale, dans laquelle elles s'opposent au déploiement de garnisons ottomanes dans l'ensemble de la région autonome bulgare. En fin de compte, les garnisons ottomanes ne furent pas déployées.[réf. nécessaire]

## Voir également
- Bulgarie ottomane
- Empire ottoman
- Liste des massacres en Bulgarie ottomane
- Massacre de Kalofer
- Soulèvement de Kavarna
- Massacre de Stara Zagora

### Ouvrages cités
- (bg) Georgi Dimitrov, Княжество България в историческо, географическо и етнографическо отношение. Продължение от част ІІ. По руско-турската война през 1877-78 г., Plovdiv,‎ 1900 (lire en ligne)